# عبدالهادی المحارمه
عبدالهادی المحارمه (انگلیسی: Abdel-Hadi Al-Maharmeh؛ زادهٔ ۱۵ سپتامبر ۱۹۸۳) بازیکن فوتبال اهل اردن است.
از باشگاه‌هایی که در آن بازی کرده‌است می‌توان به باشگاه ورزشی الفیصلی، باشگاه فوتبال صحار، و باشگاه فوتبال الشباب اردن اشاره کرد.
وی همچنین در تیم ملی فوتبال اردن بازی کرده‌است.